# David Bustos

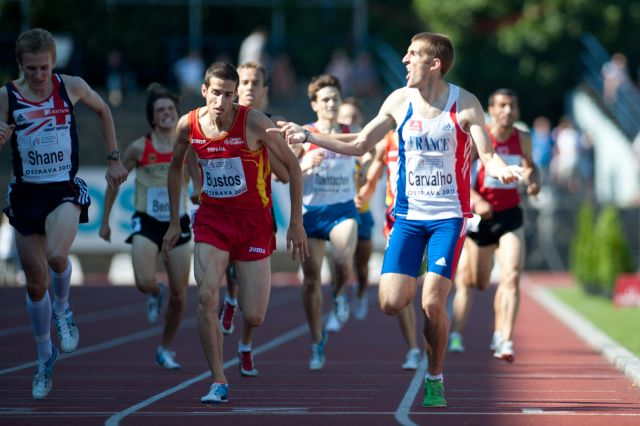
David Bustos (Mitte) bei den U23-Europameisterschaften 2011

David Bustos (David Bustos González; * 25. August 1990 in Palma) ist ein spanischer Mittelstreckenläufer.
2009 in Novi Sad wurde er Junioreneuropameister über 1500 Meter. 2010 erreichte sie über 800 Meter bei den Hallenweltmeisterschaften in Doha und bei den Europameisterschaften in Barcelona das Halbfinale und siegte bei den Ibero-Amerikanischen Meisterschaften über 1500 m. 2011 gelangte er über 800 m bei den Halleneuropameisterschaften in Paris ins Halbfinale und gewann bei den U23-Europameisterschaften in Ostrava Bronze. Im Jahr darauf scheiterte er bei den Hallenweltmeisterschaften 2012 in Istanbul über 1500 m im Vorlauf. Über dieselbe Distanz folgte einer Bronzemedaille bei den Europameisterschaften in Helsinki ein Vorrundenaus bei den Olympischen Spielen in London.
2013 wurde er über 1500 m bei den Halleneuropameisterschaften in Göteborg Achter und schied bei den Weltmeisterschaften in Moskau im Vorlauf aus. Bei den Europameisterschaften 2014 in Zürich wurde er Sechster, bei den Weltmeisterschaften 2015 in Peking erreichte er das Halbfinale. Bei den Europameisterschaften 2016 in Amsterdam gewann er die Silbermedaille und bei den Olympischen Spielen in Rio de Janeiro belegte er den siebten Platz.
Über 1500 m wurde 2012 sowie 2013 Spanischer Meister und 2013 Spanischer Hallenmeister.

## Persönliche Bestzeiten
- 800 m: 1:46,12 min, 23. Juni 2010, Barakaldo
  - Halle: 1:47,05 min, 13. März 2010, Doha
- 1500 m: 3:34,77 min, 7. Juni 2012, Huelva
  - Halle: 3:38,41 min, 8. Februar 2013,	Düsseldorf
- 1 Meile: 3:53,40 min, 13. Juni 2013, Oslo